# Chapulineros de Oaxaca
Chapulineros de Oaxaca oder Club de Fútbol Oaxaca ist ein mexikanischer Fußballverein mit Sitz in Oaxaca de Juárez und wurde 1983 gegründet. Seine Heimspielstätte ist das 1987 errichtete und rund 12.000 Besucher fassende Estadio Benito Juárez.

## Geschichte
Die Chapulineros (span. Bezeichnung für Grashüpfer) waren erstmals zwischen 1985 und 1988 für drei Spielzeiten in der seinerzeit noch zweitklassigen Segunda División vertreten. Nach dem Gewinn der drittklassigen Segunda División 'B' in der Saison 1992/93 gelang ihnen die Rückkehr in die Segunda División für die Saison 1993/94, die in jener Spielzeit zum letzten Mal den Rang einer zweiten Liga innehatte und in dieser Rolle ab der Saison 1994/95 von der neu ins Leben gerufenen Primera División 'A' abgelöst wurde. In dieser wirkten die Chapulineros zwischen 2001 und 2003 mit. Um in die Liga aufgenommen zu werden, erwarben die Chapulineros im Sommer 2001 die Lizenz der Lobos de la BUAP und veräußerten sie ihrerseits zwei Jahre später an die Guerreros de Tlaxcala. 
Gegenwärtig spielen die Chapulineros in der Gruppe IV der viertklassigen Tercera División.

## Erfolge
- Meister der Segunda División 'B': 1992/93